# Amphorophora urtica
Amphorophora urtica är en insektsart. Amphorophora urtica ingår i släktet Amphorophora och familjen långrörsbladlöss. Inga underarter finns listade i Catalogue of Life.